# Briksdalsbreen
Le Briksdalsbreen ou glacier de Briksdal est un glacier situé dans le sud de la Norvège dans le comté de Vestland (Vestlandet). Il est inclus dans le parc national de Jostedalsbreen créé en 1991.
Le glacier s'étend dans le massif du Breheimen, sur la municipalité de Stryn.